# Joe Dever
Joe Dever (Chingford, 12 febbraio 1956 – 29 novembre 2016) è stato uno scrittore e autore di giochi britannico.
È noto soprattutto come ideatore della serie di Lupo Solitario.

## Biografia
Dopo essersi diplomato nel 1974, divenne musicista professionista nel 1976 ai Pye Studios di Londra fino a che non venne sciolta 18 mesi più tardi. Lavorò per un anno come consulente esterno nell'industria musicale, prima di entrare a far parte della Virgin Records in qualità di fonico di sala nei Manor Studios siti in Oxfordshire. Qui rimase per cinque anni, lavorando al fianco di svariati artisti, come Frank Zappa, Peter Gabriel, e i Sex Pistols.
Mentre lavorava a Los Angeles, nel 1977, scoprì il recentemente pubblicato gioco di ruolo Dungeons & Dragons. Tra il 1977 e il 1982 sviluppò l'ambientazione del Magnamund, che in seguito avrebbe costituito l'ambientazione dei libri di Lupo Solitario, inizialmente come base per la campagna di AD&D che masterava e successivamente con l'idea di trasformarlo in un regolamento di gioco di ruolo indipendente. Inizialmente era chiamato Chinaraux, e comprendeva solamente la parte di territorio che andò poi a costituire il Magnamund settentrionale.
Dever lasciò l'industria musicale nel 1981 e iniziò a lavorare alla Games Centre (all'epoca il più grande distributore di giochi al mondo), che gli sponsorizzò i viaggi negli Stati Uniti per partecipare ai campionati di Dungeons & Dragons. Nel 1982, vinse il Campionato Mondiale di Advanced Dungeons & Dragons alla convention di giochi Origins, Baltimora, una delle principali convention di giochi. Dever era l'unico partecipante inglese. Ispirato e incoraggiato dal suo successo alla Origins, decise di lasciare l'industria musicale e dedicare il suo tempo alla scrittura e sviluppo di giochi.
Un paio di mesi più tardi,  nel 1983, ricevette un'offerta di lavoro dalla Games Workshop, all'epoca era una piccolissima compagnia in espansione, che pubblicava in Inghilterra, su licenza degli editori statunitensi, giochi di ruolo e da tavolo. Dever fu assunto per la rivista White Dwarf, e vi lavorò come curatore editoriale dal numero 35 al 54. Durante il periodo alla Games Workshop lavorò con Rick Priestly, Richard Halliwell e Brian Ansell, svolgendo attività di playtester e revisore, ma propose anche regole per Warhammer Fantasy Roleplay. Ian Livingstone e Steve Jackson, fondatori della Games Workshop si mostrarono interessati alla pubblicazione di Lupo Solitario ma Dever ritenne l'offerta "vergognosamente bassa". 
Successivamente al successo della pubblicazione di Lo stregone della montagna infuocata (The Warlock of Firetop Mountain, 1983), il primo volume della serie Fighting Fantasy, proprio di Livingstone e Jackson, Dever decise a sua volta di scrivere un librogame basandosi sul materiale preparato per Lupo Solitario. Nacque così I Signori delle Tenebre (Flight from the Dark) Il manoscritto attirò immediatamente l'attenzione di tre grandi case editrici londinesi: Dever accettò l'offerta di pubblicazione della Hutchinson's (che diverrà poi Century Hutchinsons Ltd ed è adesso Random House UK) per l'uscita di quattro libri ma con un accordo verbale in caso di successo per arrivare fino a dodici, anche se Dever ne aveva pianificati almeno venti, e così I Signori delle Tenebre fu pubblicato nel 1984. Sia il volume d'esordio che il successivo vendettero centomila copie ciascuno nella prima settimana d'uscita e i diritti vennero venduti in dodici paesi in tutto il mondo (tra cui Stati Uniti, Francia, Germania, Giappone, Italia e Svezia).
Il successo del primo libro pose le fondamenta per il futuro dell'intera serie, che nel complesso ha venduto più di 8 milioni di copie in tutto il mondo. Nel 1991 la serie vinse il titolo di "All Time Great" dalla Gamemaster International, e il titolo "Miglior GameBook dell'anno” nel 1985, 1986 e 1987. Anche in Italia sono stati un grande successo: il primo libro vinse il Premio selezione Bancarellino 1986. Il primo librogame della serie venne pubblicato nel 1984, l'ultimo nel 1998.

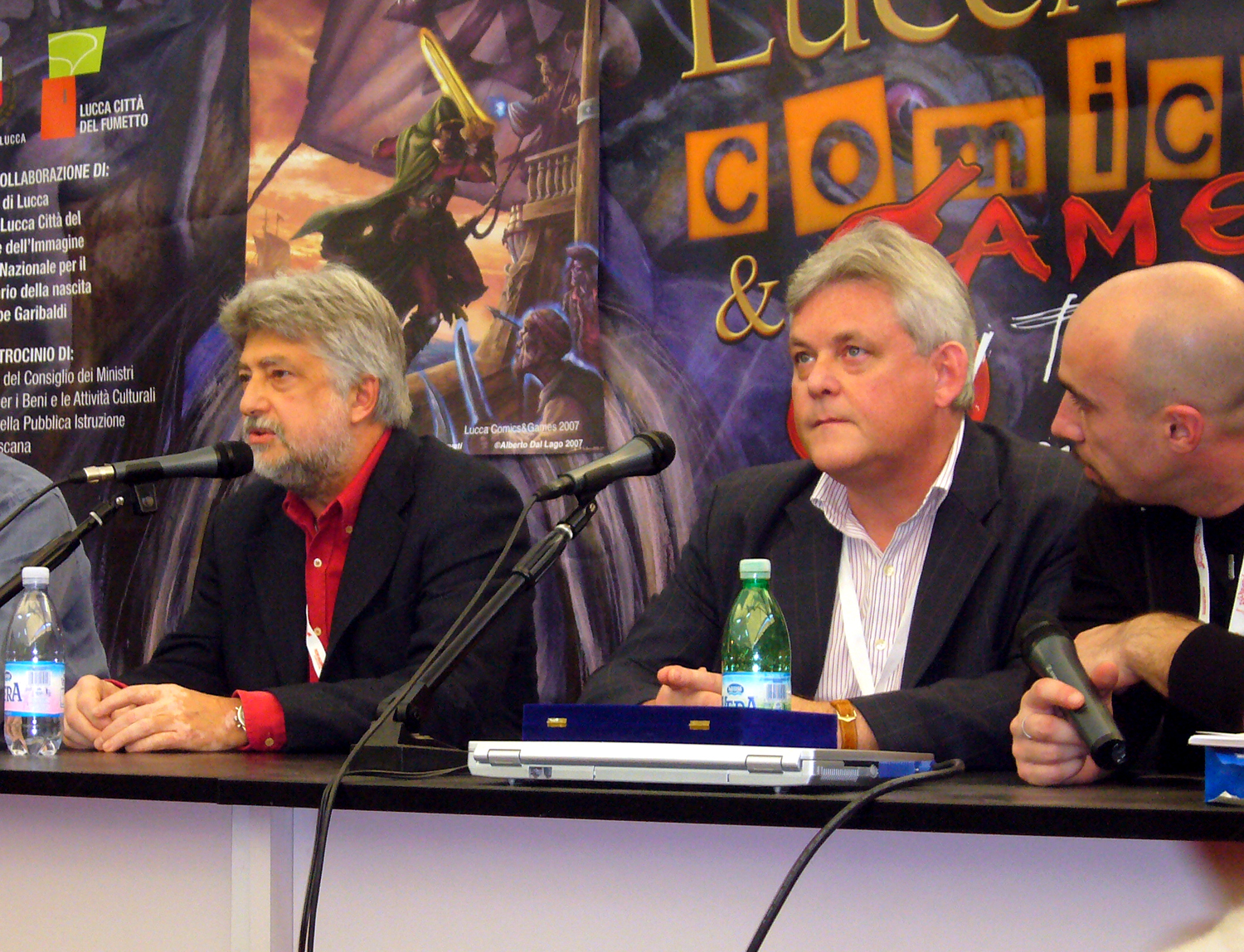
Joe Dever a Lucca 2007 assieme al direttore della collana librogame, Giulio Lughi

Dal 1996 Dever entrò a far parte della Sony come consulente per il lancio della PlayStation in Europa, ma in seguito divenne sviluppatore. Lavorò anche alla Squaresoft come sviluppatore per Final Fantasy VII, sviluppando i personaggi e la storia di fondo. La Squaresoft stava cercando uno scrittore del Vecchio Continente, che potesse traghettare il gioco da un background per lo più nipponico ad uno europeo. Inoltre lavorò su Metal Gear Solid. Quando il mercato dei librogame si ridimensionò, a causa anche alla diffusione dei videogiochi, le case editrici ridussero progressivamente il loro interesse in questo genere di libri, fin quando la pubblicazione di Lupo Solitario cessò del tutto nel 1998, prima ancora che gli ultimi quattro volumi previsti fossero pubblicati.
Nell'estate del 2005, Dever subì un delicato intervento chirurgico per un cancro bilaterale ai reni, che comportava una parziale nefrectomia del rene destro, che ha permesso di salvarne il 70%, e la completa nefrectomia (rimozione) del rene sinistro. L'intervento fu eseguito e diretto il 10 agosto 2005 dal professor J.L. Peters del Whipps Cross University Hospital di Londra. Nei mesi successivi Dever si riprese rapidamente, mantenendo funzioni renali sufficienti per condurre una vita normale, senza necessità di dialisi permanenti o altri trattamenti medici. Da luglio 2007 non ha più avuto necessità della dialisi, e ha cominciato a modificare e ampliare i librogame già pubblicati di Lupo Solitario.
Si sposò ed ebbe due figli, tra cui Ben Dever, anch'egli scrittore, che parteciperà alla scrittura degli ultimi libri della saga.
Joe Dever è morto il 30 novembre 2016 all'età di 60 anni,, pochi mesi dopo essere stato sottoposto ad un intervento chirurgico al dotto biliare.

## Saga di Lupo Solitario
La storia ha come protagonista Lupo Solitario, un allievo dell'ordine monastico dei guerrieri Ramas, che difendono la nazione di Sommerlund dalle forze del male, capeggiate dal Signore delle Tenebre di Helgedad. Dopo un'improvvisa invasione, tutti i Ramas vengono massacrati, ad eccezione di Lupo Solitario. I successivi libri della serie seguono le avventure di Lupo Solitario e dei suoi successori, intenzionati a cercare vendetta sui Signori delle Tenebre ed a ostacolare i progetti del Dio Naar per la conquista del Magnamund.
Con l'aiuto di Joe Dever, Paul Barnett (il cui pseudonimo è John Grant), scrisse dodici trasposizioni romanzate dei librogame, le Leggende di Lupo Solitario, molte delle quali furono pesantemente modificate prima della pubblicazione. Nel 2004 il Gruppo Editoriale Armenia di Milano ha ristampato tutti i 12 romanzi in 5 volumi, mentre l'editore inglese Random House cessò di pubblicare i romanzi a causa delle scarse vendite. Poiché i librogame sono stati pubblicati prima dei relativi romanzi, costituiscono la versione ufficiale della saga.
Inoltre Dever ideò il personaggio Oberon (Grey Star in inglese), che divenne il protagonista di una mini-serie di quattro librogame scritta da Ian Page.
Solo i primi quattro libri delle Leggende di Lupo Solitario vennero pubblicati negli Stati Uniti (inoltre Sword of the Sun venne diviso in due volumi separati: The Tides of Treachery e Sword of the Sun), e negli Stati Uniti furono stampati solamente i primi 20 librogame di Lupo Solitario. Le edizioni statunitensi dei libri 13-20 vennero abbreviate e sono pertanto più brevi di quelle inglesi, che hanno anche le mappe a colori. Nel Magnamund Companion vengono descritte dettagliatamente tutte le nazioni del mondo di Lupo Solitario, oltre ai Signori delle Tenebre ed al linguaggio dei Giak. Al suo interno si trova anche un gioco da tavolo e un'avventura a bivi in cui si può impersonare Banedon.
I librogame del Nuovo Ordine (numeri 21-28) vennero stampati in Inghilterra in volumi più piccoli rispetto alle prime edizioni, e di conseguenza sono diventati molto ricercati dai collezionisti che vogliono completare la serie. Le copie di questi rari volumi vengono regolarmente vendute sulle aste online a prezzi che si aggirano attorno ai 100$.
Fra il 1990 e il 1996 furono sviluppate tre bozze per girare un film, ma non proseguirono oltre la fase di pre-produzione.
La casa editrice Red Fox cessò di pubblicare la serie di Lupo Solitario dopo il numero 28, La vendetta di Sejanoz, a causa del ridotto interesse per le avventure a bivi, nonostante le numerose richieste di ripubblicazione dei librogame di Lupo Solitario non più in stampa.
Nel 1999 Dever diede l'autorizzazione all'associazione senza fini di lucro Project Aon di pubblicare su internet e distribuire gratuitamente i libri da 1 a 20 della saga di Lupo Solitario. Successivamente Dever autorizzò la digitalizzazione dei libri del Nuovo Ordine. Da luglio 2006, 17 opere di Lupo Solitario, Oberon, il Magnamund Companion e altri sono disponibili per essere scaricati.

### Opere future
Il Gruppo Armenia, casa editrice italiana delle "Leggende di Lupo Solitario", si è assicurata i diritti sulla pubblicazione in italiano delle nuove Cronache del Magnamund: Dragon of Lencia e Glory and Greed, che portano le firme rispettivamente di Richard Ford e August Hahn. Capostipiti di due diverse trilogie, entrambi i racconti hanno ricevuto il contributo di Joe Dever in veste di curatore editoriale.
La Mayhem Projectd di Madrid sta lavorando ad una versione di Flight from the Dark per telefoni cellulari, Nintendo DS e PDAs. L'uscita è prevista per l'inizio del 2008.
La Tokio Pop, media company giapponese, sta negoziando i diritti per una graphic-novel in stile manga di Flight from the Dark.
Peach Blossom Media, società d'animazione di Singapore ed Hong Kong, è in trattativa per un film d'animazione di Flight from the Dark della durata di un'ora. Se il pilota avrà successo, una serie di avventure di Lupo Solitario vedrà la luce sul piccolo schermo.
La Mongoose Publishing pubblica un gioco di ruolo basato su Lupo Solitario, scritto da Matthew Sprange, direttore della Mongoose e devoto fan di Lupo Solitario sin dall'adolescenza. L'edizione italiana è pubblicata dalla romana Editori Folli.

## Le altre opere
Oltre alla saga di Lupo Solitario, Dever ha anche scritto altre due serie di librogame (Guerrieri della Strada e Combat Heroes) e sviluppato numerosi videogiochi per PC e console.
La serie Guerrieri della strada è ambientata in un mondo post-apocalittico, ed è composta di quattro libri.
La serie Combat Heroes è caratterizzata dal fatto che ogni paragrafo è costituito da un'illustrazione a piena pagina che rappresenta ciò che il giocatore vede in prima persona, con due modalità di gioco. Nella prima, per un solo giocatore, l'obiettivo è quello di uscire da un labirinto. Nella seconda, due giocatori si sfidano all'interno di un labirinto. Ciascun giocatore ha un libro diverso che dovrà essere utilizzato in contemporanea a quello dell'avversario. Ci si può muovere liberamente all'interno del labirinto ma in base alle mosse effettuate e ai paragrafi visitati i due avversari possono incontrarsi e affrontarsi.

## Opere

### Lupo Solitario

#### Librogame
(Oberon solo curatore)

#### Romanzi
La casa editrice EL ha tradotto solo i primi 5 volumi
1. Il massacro dei Ramas (Eclipse of the Kai) (1989)
2. L'invasione (The Dark Door Opens) (1989)
3. La Spada del Sole (Sword of the Sun) (1989)
4. Caccia spietata (Hunting Wolf) (1990)
5. Gli artigli di Helgedad (The Claws of Helgedad) (1991)
6. The Sacrifice of Ruanon (1991)
7. The Birthplace (1992)
8. The Book of the Magnakai (1992)
9. The Tellings (1993)
10. The Lorestone of Varetta (1993)
11. The Secret of Kazan-Oud (1994)
12. The Rotting Land (1994)

Il Gruppo Editoriale Armenia ha pubblicato un'antologia completa delle Leggende di Lupo Solitario, in 5 volumi:
1. L'ultimo dei Ramas
2. La vendetta del Lupo
3. Il Libro Sacro dei Ramas
4. Il labirinto della paura
5. Lo scontro finale

#### Guide
- Magnamund Companion (1986)

#### Audiolibri
1. Eclipse of the Kai (1992)
2. The Dark Door Opens (1993)

#### Fumetti
- Il teschio di Agarash (1994)

### Combat Heroes
1. White Warlord (1986)
2. Black Baron (1986)
3. Scarlet Sorcerer (1987)
4. Emerald Enchanter (1987)

### "PhoneQuest" avventure telefoniche interattive
1. Lone Wolf: The Forbidden Tower (1989)
2. Alien Intruder (1990)
3. Ninja (1990)
4. Tomb of the Sphinx (1990)
5. Vampire Hunter (1990)
6. Lone Wolf: The Fortress of Doom (1991)

### Videogiochi
1. E-Scape (1996)
2. Corazon (1997)
3. A sangue freddo (In Cold Blood) (1998)
4. Nightlong: Union City Conspiracy (1999)
5. Flåklypa Grand Prix (2000)
6. Flying Circus (2000)
7. Wheelie (2001)
8. Top Down (2001)
9. Desert Gunner (2001)
10. Speedboat Racer (2001)
11. RVO Mech (2002)
12. Ground Control II (2003)
13. Killzone (2004)
14. 2 Fast 2 Furious (mobile phone edition 2005)
15. Joe Dever's LoneWolf (2014)